# ㅓ
ㅓ是朝鲜语谚文中的一个元音字母，在韩国的谚文字母表元音中排序第3位。该字母的名称为“어”。
ㅓ在韩国的标准语中读作/ʌ/，在朝鲜的文化语中读作/ɔ/，在部分朝鲜语方言中读作/ə/。
ㅓ在馬-賴轉寫中被转写为ŏ；在文观部式中被转写为eo。
ㅓ在朝鲜语盲文中，被表记为。其摩尔斯电码为“－”。

## 字符编码
| 種類               | 用途 | Unicode | HTML     |
| ------------------ | ---- | ------- | -------- |
| 諺文相容字母       | ㅓ   | U+3153  | &#12627; |
| 諺文字母應用       |      | U+1165  | &#4453;  |
| 漢陽私人使用區應用 |      | U+F811  | &#63505; |
| 半形字母           | ￆ    | U+FFC6  | &#65478; |